# Michael (película de 1996)
Michael es una película de 1996 dirigida por Nora Ephron. La película es protagonizada por John Travolta como el arcángel Miguel, que es enviado a la Tierra por diferentes misiones, incluyendo arreglar algunos corazones rotos. El elenco incluye a Andie MacDowell, William Hurt, Joey Lauren Adams y Robert Pastorelli como las personas que se cruzan en el camino de Michael.
La música fue compuesta por Randy Newman. Michael en esta película es representado como fumador, bebedor.

## Elenco
- John Travolta como Michael.[1]
- Andie MacDowell como Dorothy Winters.
- William Hurt como Frank Quinlan.
- Bob Hoskins como Vartan Malt.
- Robert Pastorelli como Huey Driscoll.
- Jean Stapleton como Pansy Milbank.
- Teri Garr como Juez Esther Newberg.
- Wallace Langham como Bruce Craddock.
- Joey Lauren Adams como Anita.
- Richard Schiff como mesero italiano.
- Carla Gugino como novia.
- Tom Hodges como novio.
- Sparky como él mismo.